# Tisa
Tisa (maďarsky Tisza, ukrajinsky Тиса / Tysa, srbsky Тиса / Tisa, německy Theiß) je řeka na Ukrajině, v Rumunsku, v Maďarsku, na Slovensku a Srbsku. Částečně také tvoří hranici mezi Ukrajinou a Rumunskem a Maďarskem a Slovenskem. Je to nejdelší, levý přítok Dunaje. Je 996 km dlouhá. Povodí má rozlohu 157 200 km² (46 % v Rumunsku a 30 % v Maďarsku). Převážná část toku vede Podunajskou nížinou. Zdroj vody je sněhový a dešťový.

## Název
Řeka má relativně mezinárodně přijímaný nebo se málo měnící název. Již v antice byla známá jako Tisia. V angličtině byla označována jako Theiss (z němčiny) V italštině se objevuje podoba názvu Tibisco, odtud byl v takové podobě také přijat do francouzštiny. Případně se objevuje varianta Tibisque. Současné tři varianty názvu v ukrajinštině, maďarštině i srbštině se vyslovují stejně a odlišují se pouze zvláštnostmi místní ortografie.

## Průběh toku

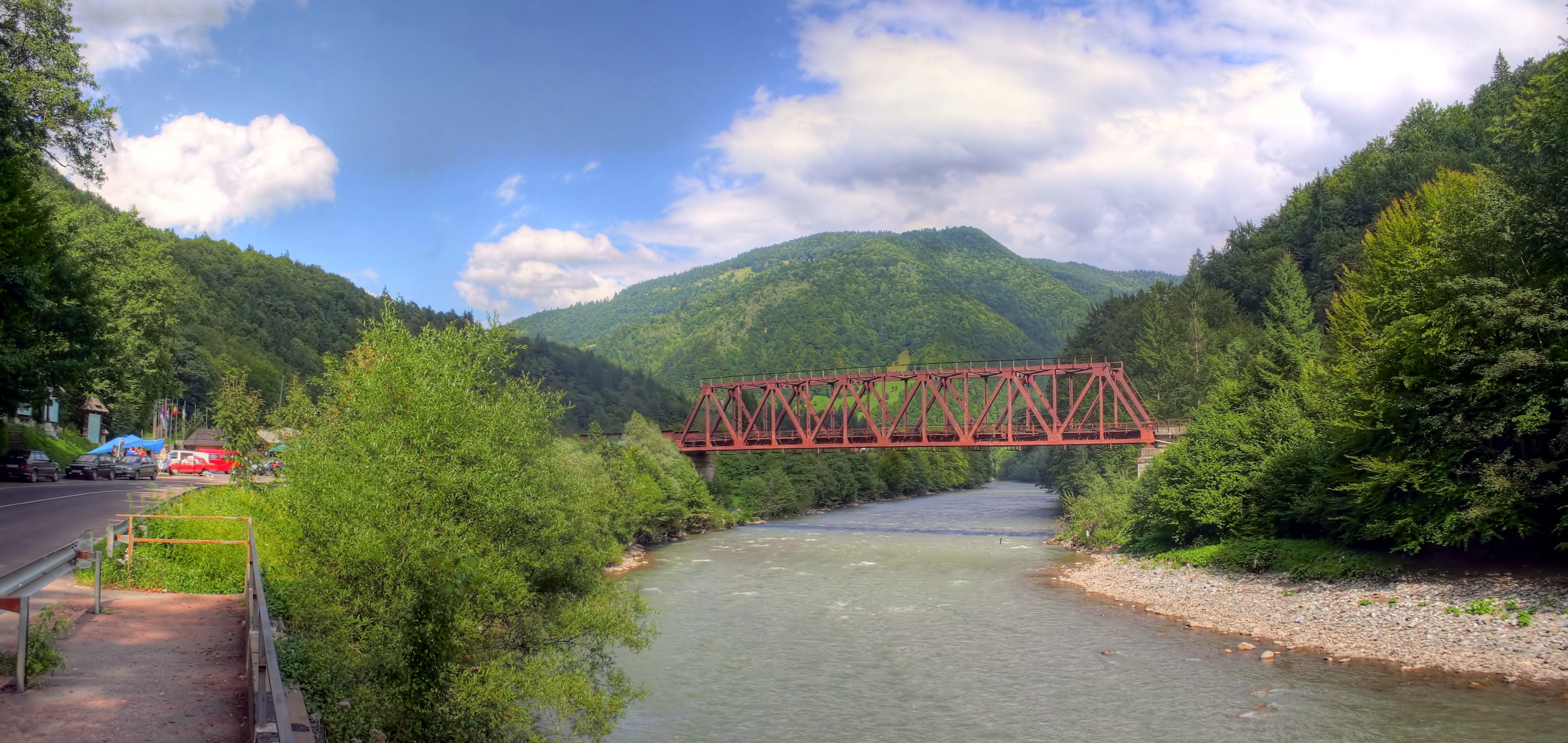
Tisa v Karpatech s železničním mostem

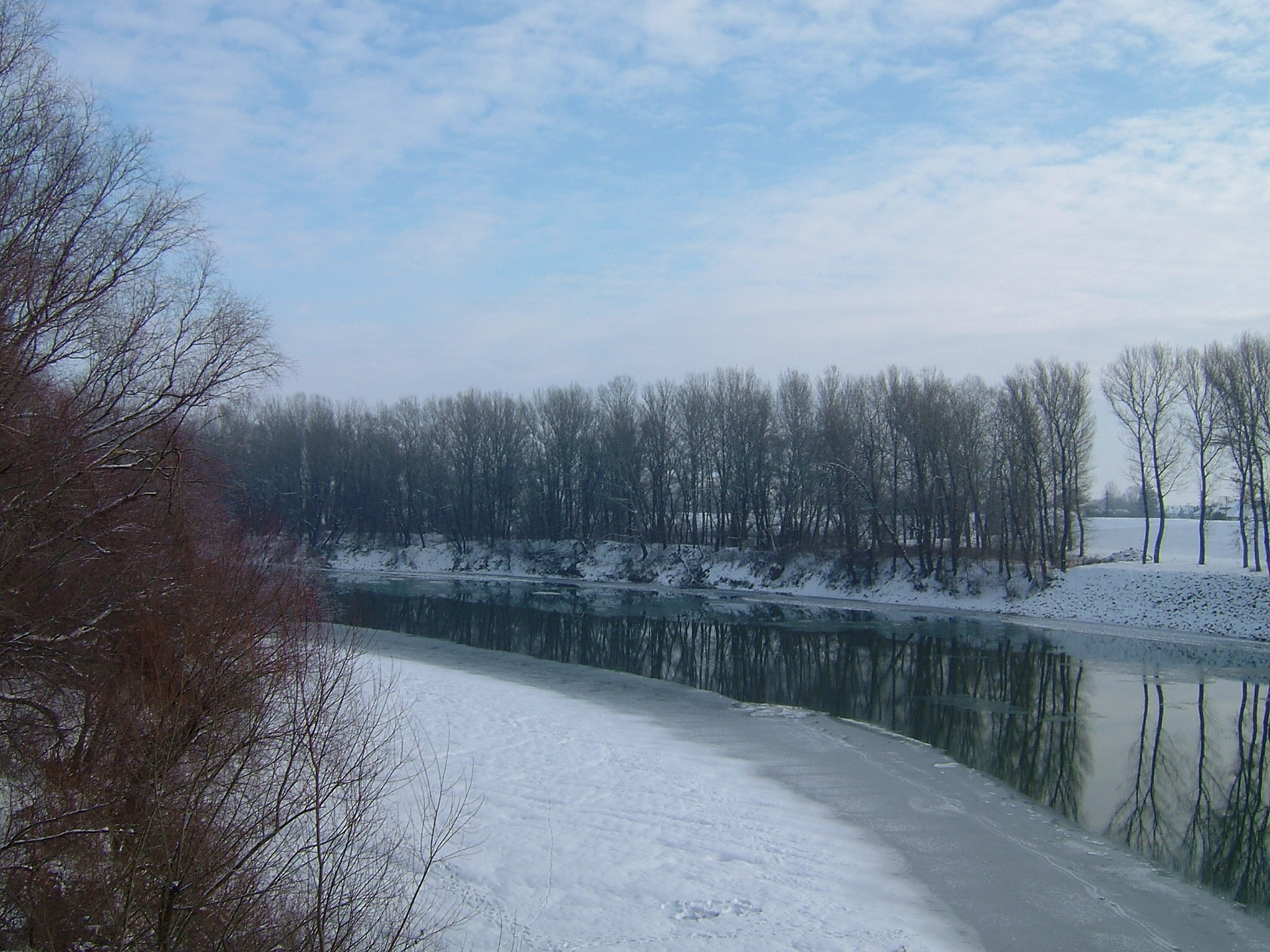
Koryto řeky Tisy v zimě

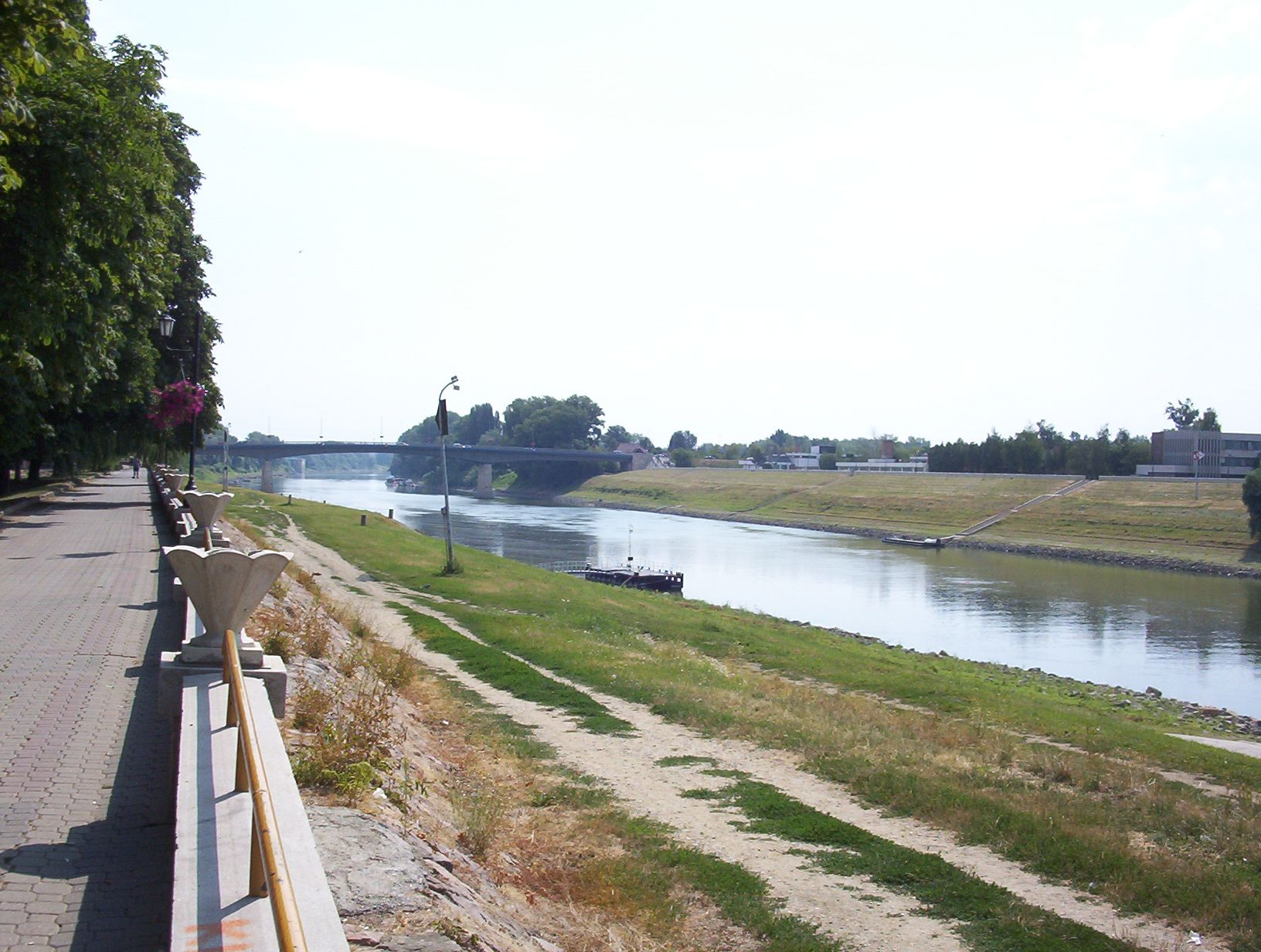
Řeka Tisa v Szolnoku

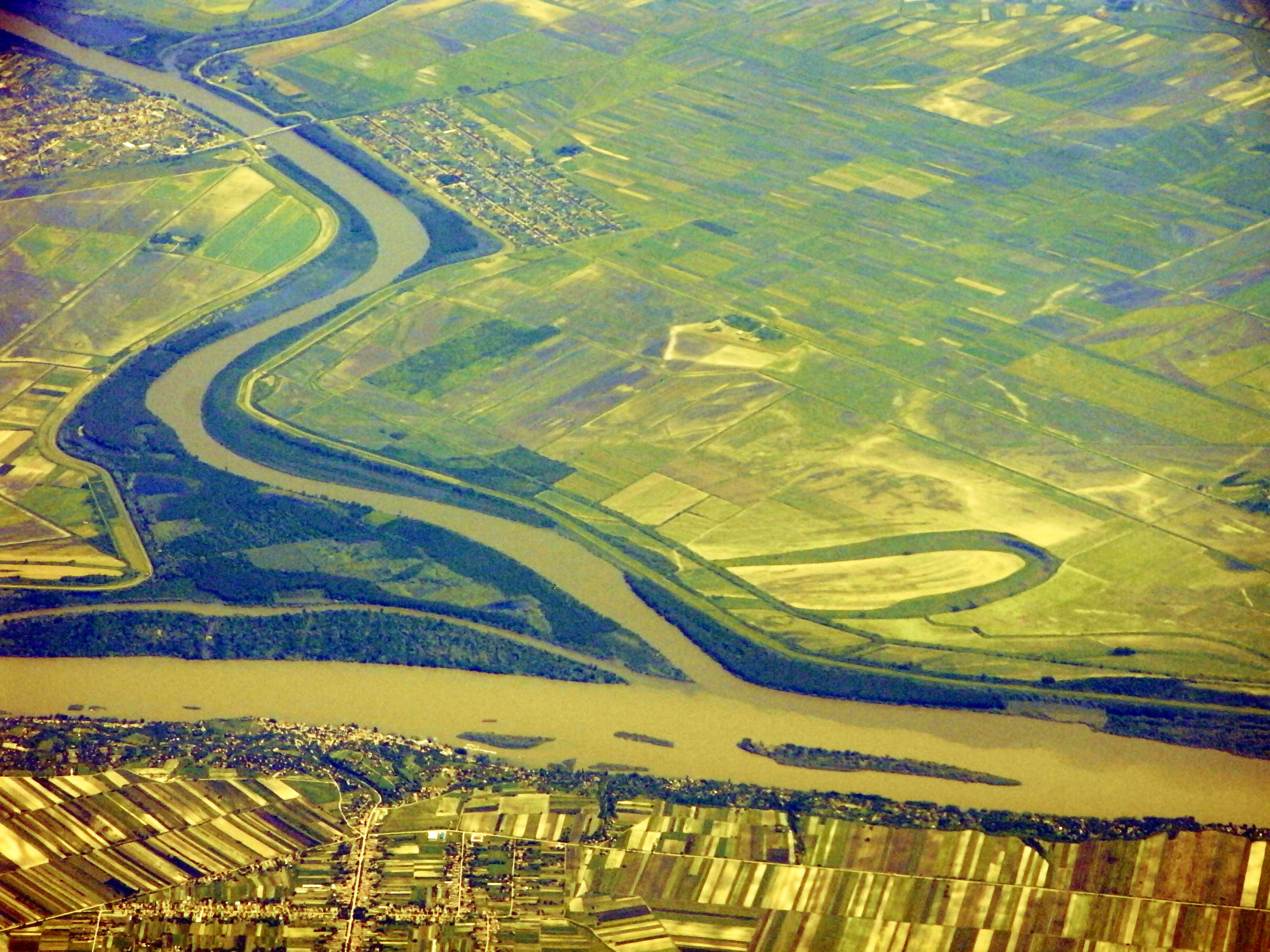
Ústí Tisy do Dunaje

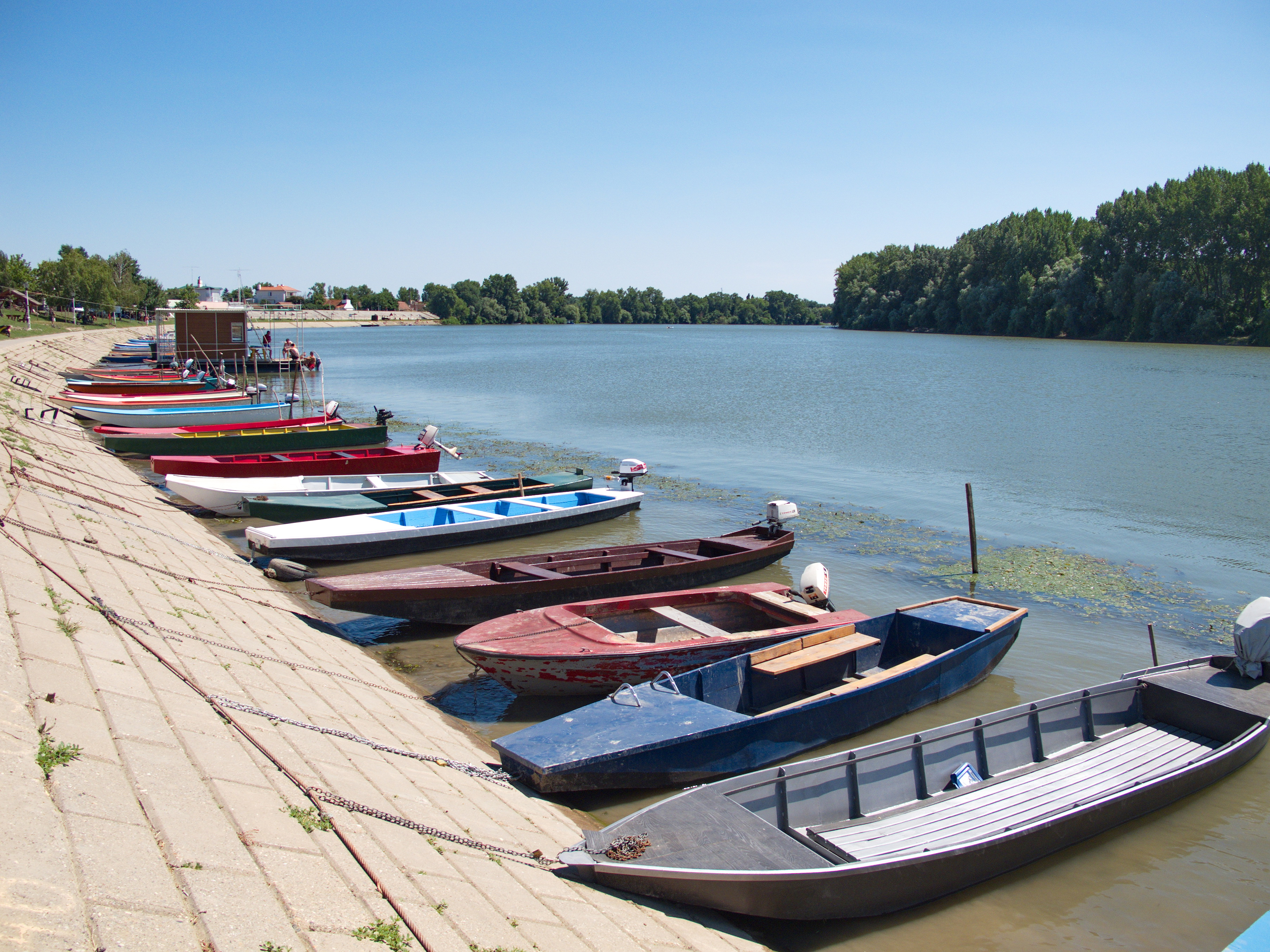
Břeh Tisy v Novém Bečeji

Tisa pramení na Ukrajině, v Zakarpatské oblasti, ve východních Karpatech (má dva prameny – Čorna Tysa a Bila Tysa, které se stékají u města Rachov). Řeka klesá z 437 m n. m., kolik má v Rachově až po 210 m n. m. v Ťačivě. Od obce Chmeliv tvoří řeka ukrajinsko-rumunskou hranici. Krátce poté vtéká po malou chvíli na území Ukrajiny, aby opět pokračovala jako řeka hraniční. Západně od města Ťačiv má charakter nížinné řeky s mnoha ostrovy a lužními lesy. Západně od obce Badalovo vtéká na maďarské území a u města Vásárosnamény přibírá řeku Szamos a směřuje na severozápad a na sever.
U města Čop se opět dotýká ukrajinského území, částečně také tvoří jeho hranici se Slovenskem. Slovenská část lužních lesů je chráněna jako přírodní rezervace Tice. Dále řeka mění směr nejprve na západ a potom na jihozápad. Tam protéká Zemplínem a regionem Tokaje. U města Tiszafüred je regulována a obklopena vodními nádržemi. Následně protéká Szolnokem a východně od města Kecskemét se stáčí na jih. U Segedína přibírá řeku Mureș a následně vstupuje na srbské území u říčního kilometru 156,8.
Protéká městy Senta, Bečej a Titel. Před posledním uvedeným přibírá řeku Begej. U Titelského bregu se vlévá do Dunaje (přibližně 30 km severně od Bělehradu). Průtok se zde pohybuje mezi 792 a 1 050 m3/s, což činí z Tisy na srbském území druhý největší přítok Dunaje hned po Sávě. Soutok leží v nadmořské výšce 70 m n. m.

## Rozdělení povodí
|           | (km2)   | (%)   | (m3/s) | (km3) | (%)  |
| Maďarsko  | 46 213  | 29,4  | 47     | 1,5   | 5,7  |
| Rumunsko  | 72 620  | 46,2  | 468    | 14,8  | 56,4 |
| Srbsko    | 10 374  | 6,6   | 4,0    | 0,1   | 0,5  |
| Slovensko | 15 247  | 9,7   | 90     | 2,8   | 10,8 |
| Ukrajina  | 12 732  | 8,1   | 221    | 7,0   | 26,6 |
| Celkem    | 157 186 | 100,0 | 830    | 26,2  | 100  |

## Města
Řeka protéká následujícími (většími) městy
- Ukrajina: Chust, Rachov, Ťačev, Čop
- Maďarsko: Tokaj, Tiszaújváros, Tiszafüred, Szolnok, Csongrád-Csanád, Segedín
- Srbsko: Kanjiža, Novi Bečej, Titels

### Větší přítoky
- Pravé: Kosivska, Teresva, Terebla, Rika, Boržava, Bodrog, Sajó, Eger, Zagyva, Jegrička.

- Levé: Iza, Szamos, Kriš, Maros, Bega, Batar, Kraszna, Vișeu.

## Historie
Již v období středověku vznikaly na Tise různé hráze, které měly za úkol zvyšovat množství vody pro různé kanály, resp. regulovat povodně.
Na řece Tise se roku 1697 odehrála velká bitva mezi křesťanskou Evropou a Osmanskou říší. Bitva u Zenty byla jedna z nejdrtivějších porážek v turecké historii, odhaduje se, že se při ní v Tise utopilo na 10 000 tureckých vojáků. Turci během několika desítek let své vlády v regionu nechali některé oblasti okolo Tisy zpustnout záměrně tak, aby nově vzniklý močál znemožnil příchod nepřátelských vojsk.
V 19. století bylo koryto řeky na mnoha místech narovnáno. Důvodem bylo riziko povodní a uvolnění půdy pro zemědělství a další využití. Do jisté míry byly povodně závažnější i z důvodu odlesňování svahů Karpaty pro potřeby těžby dřeva. Bylo tomu učiněno napřímením řady meandrů, vybudováním průplavů a nových koryt. Na mnoha místech v tehdejších Uhrách se nachází pozůstatky starého koryta Tisy, které bylo odděleno od nového a ponecháno jako laguna nebo jezero. Nejdelší z nich nese název Cibakházi Holt-Tisza a je 17 km dlouhé. V Srbsku se potom nachází lokalita Mrtvaja. Program regulace Tisy inicioval v roce 1846 István Széchenyi. Projekt byl zahájen dne 27. srpna 1846 a skončil v roce 1880. Tím se délka řeky snížila na současných 966 km, přibylo 589 slepých ramen a kanálů, přibylo 136 km nového říčního koryta.
V bývalé jižní části Uher je řeka napojena na řadu kanálů, např. Kanál DTD a další, které zajišťují zavlažování nebo odvodňování rovinaté krajiny. Zároveň vznikly rozsáhlé valy proti povodním, které o 90 % zmenšily rozlohu původní přirozeně zaplavované oblasti okolo řeky. Tyto valy se svojí strukturou a výškou postupně vyvíjely a navyšovaly vždy po každé další povodni tak, aby odolaly rozvodněnému toku. Oddělení některých slepých ramen a lužních lesů valy nicméně způsobilo jejich zaplavování (neboť voda nemohla odtékat zpět do řeky), což postupem času vedlo k potřebě odčerpávání vody a zároveň ke ztrátě zemědělské půdy.
Do roku 1918 byla nazývána nejmaďarštější řekou, neboť protékala výhradně jen na území Zalitavska.
Ve své jižní části byla během druhé světové války hraniční řekou mezi Srbskem (okupovaným německou armádou) a zvětšeným horthyovským Maďarskem.
V roce 1970 bylo nedaleko obce Kisköre vybudováno jezero na Tise, které je oblíbené pro rekreaci. Vznikl tím unikátní ekosystém.
Vstupem Maďarska do Evropské unie byla řeka překlasifikována v Maďarsku jako řeka mezinárodního významu a otevřela se pro mezinárodní vodní plavbu. Do té doby toto maďarská vláda odmítala.[zdroj?]
V dubnu 2006 dosáhla Tisa nejvyšší historicky zaznamenané hladiny (na srbském území), a to 949 cm u Nového Kneževace.
V roce 2023 v souvislosti s válkou na Ukrajině byl hraniční úsek řeky mezi Ukrajinou a Rumunskem častým místem pro nelegální překračování hranice. Na počátku války se v řece utopilo 19 mužů.
Dochází rovněž i k destrukci unikátních lužních lesů na břehu řeky Tisy, které jsou nahrazovány např. plantážemi rychle rostoucích topolů, které jsou potom těženy pro potřeby dřevařského průmyslu. Některé lesy jsou nicméně chráněny jako přírodní park, např. Stará Tisa, tak, aby nebyly zničeny.

## Kulturní význam
V maďarské kultuře byla řeka častokrát zmiňována. Básnil o ní i Sándor Petőfi a věnován ji byl také televizní seriál Szép, szőke szerelmünk, a Tisza (Naše krásná, blonďatá láska, Tisa).
Řeka tvoří přirozenou historickou západní hranici regionu Banát a východní hranici regionu Bačka.
Na některých místech na Tise je možné pozorovat líhnutí hmyzu. S touto událostí se pojí řada legend a příběhů. Neformálně je označován v Srbsku jako kvetení Tisy.
Podle řeky je pojmenován asteroid (13121) Tisza.

## Fauna a flóra
V lužních lesích na březích Tisy i v řece samotné žije řada zvířat. Okolo 200 druhů ptáků sídlí v prostoru ptačí rezervace u Tiszafüredu. Řeka přirozeně ovlivňovala okolní krajinu častými záplavami.
Od roku 2020 se v řece vyskytuje Bochnatka americká.

## Vodní režim
Průměrný průtok na dolním toku (Senta v Srbsku) je 810 m³/s. Vyšší vodní stavy jsou na jaře (březen až duben), v létě dochází ke zvýšeným stavům v důsledku dešťů a v zimě je průtok malý. Ledová pokrývka je nestálá a vydrží v chladných zimách maximálně dva měsíce. V povodí Tisy bývají velké povodně (1970, 2006).

## Využití
Voda z Tisy se hojně využívá pro zavlažování a z řeky vede mnoho zavodňovacích i zavlažovacích kanálů. K tomuto účelu se využívá zhruba třetina veškeré vody z řeky. Pro potřeby průmyslu se spotřebuje další třetina, která se z Tisy odčerpá. Pouze asi 15 % vody se využívá pro zásobování obyvatelstva pitnou vodou. Jistý význam má také zásobování tepelných elektráren vodou pro potřeby jejich chlazení.
U města Tiszafüred, v Maďarsku se na řece nachází velká přehradní nádrž (Kisköre – délka 30 km). Postupem času se z přehrady stalo jedno nejpopulárnějších turistických letovisek v celé zemi. Obklopují jej vesnice Abádszalók, Karcag, Tiszanána, Beregfürdő, Tiszacsege, Tiszafüred, Tiszaújváros a Tiszaval. Hloubka jezera je jen asi 2,5 metru a rozloha 127 km².
Na řeku Tisu je napojena také soustava rybníků ve Vojvodině (Ečka), která je největší v Srbsku.
476 km řeky je splavných (od města Tiszakarad v Maďarsku). Na horním toku se splavuje dřevo. Splavnost řeky je nicméně ovlivněná výškou vody, v případě sucha je plavba zastavena. Je to dáno také tím, že množství vody v řece silně osciluje. V Sentě, kde řeka vstupuje na srbské území, se pohybuje od 1 610 m3 až do 125 m3. V extrémních situacích mohou být rozdíly v průtoku ještě vyšší. Nízké stavy řeky nejsou způsobeny jen změnou klimatu, význam zde hraje rovněž i fakt, že narovnání řeky zrychlilo do jisté míry její tok.

## Znečištění
Řeka bývá čas od času vystavena rizikům znečištění. Zdrojem je průmysl, ale také zemědělská produkce (hnojiva apod.). V roce 2000 se do ní uvolnil přes řeku Szamos kyanid z dolu v Rumunsku (nedaleko Baia Mare) a zabil velkou část tamního života, konkrétněji 2000 tun ryb. Katastrofa připravila o živobytí velkou část maďarských rybářů. Následně maďarská vláda vyvinula tlak na vládu Rumunska, aby již žádné průmyslové závody nevypouštěly žádné materiály do řeky. Stopy škodlivých látek byly nalezeny 14 dní po katastrofě až v Černém moři.
Ve Vásárosnamény (nedaleko po proudu po vstupu řeky na maďarské území) bylo umístěno zařízení na odchytávání odpadků a často jsou zde pořádány i akce na vyčištění řeky a jejího koryta.
Podle průzkumů říčních sedimentů je nicméně znečištění řeky častým jevem minimálně za posledních sto let. Situace se nicméně zhoršovala postupně, závažně potom po roce 1990.